# Zachary Breaux
Zachary Breaux, född 26 juni 1960, död 20 februari 1997, var en amerikansk jazzgitarrist, influerad av George Benson och Wes Montgomery och mest känd för sitt abete inom soul jazz. Under sin karriär spelade han med flera kända jazzmusiker, inklusive Roy Ayers, Stanley Turrentine, Jack McDuff, Lonnie Liston Smith, Dee Dee Bridgewater och Donald Byrd.

## Biografi
Zachary Breaux föddes den 26 juni 1960 i Port Arthur, Texas. Han började spela gitarr vid 9 års ålder och efter sin examen från Lincoln High School studerade han musikkomposition vid North Texas State University. 1984 flyttade han till New York där han tillbringade sex år i vibrafonisten Roy Ayers band. År 1996 skrev han kontrakt med Zebra Records men avled den 20 februari 1997 vid 36 års ålder under sin semester på Miami Beach, då han försökte rädda livet på en kvinnlig simmare som höll på att drunkna.

## Diskografi
- 1992 – Groovin' (NYC Records)
- 1994 – Laid Back (NYC Records)
- 1997 – Uptown Groove (Zebra Records)